# Tadeusz Kijański
Tadeusz Kijański (ur. 1 września 1947 w Wojkowicach) – polski reżyser, scenarzysta, scenograf, aktor, malarz i pisarz.

## Życiorys
Ukończył studia na Wydziale Aktorskim krakowskiej PWST (1972) oraz na Wydziale Reżyserii Filmowej Teatralnej i Telewizyjnej PWSFTviT w Łodzi (1975).
Autor filmów kinowych (m.in. Okrągły Tydzień, ...Cóżeś ty za pani…), telewizyjnych (m.in. Szara aureola, Przepłyniesz rzekę, Chichot Pana Boga), spektakli teatralnych (m.in. Pocałunek kobiety pająka, Antygona w transkrypcji Helmuta Kajzara), sztuk teatralnych (m.in. MM, Zabawy dziecięce), słuchowisk radiowych oraz kilku książek. Współpracuje z teatrami w Warszawie, Wrocławiu, Poznaniu, Opolu, Częstochowie, Szczecinie, Lublinie, Płocku, Bielsku-Białej. W latach 1989–1992 kierował sceną Teatru Dramatycznego im. A. Mickiewicza w Częstochowie.
Swoje obrazy, witraże, kalendarze i kompozycje dekoracyjne prezentował w galeriach w Monachium, Dürnzhausen, Kolonii, Frankfurcie nad Menem, Wiedniu, Sztokholmie, Madrycie i Stanach Zjednoczonych.
Zaangażowany w działalność na rzecz ochrony środowiska, jest autorem multimedialnych projektów: „Terra Polona”, „Zielone okna”, „Czy zasypią nas śmieci”. Reżyser i scenarzysta ekologicznych filmów fabularnych: Czy zasypią nas śmieci, Czysta Energia, Raport oraz cyklu filmów o czterech żywiołach pt. Vigor. Od wielu lat współpracuje z Ministerstwem Środowiska, Narodowym Funduszem Ochrony Środowiska i Gospodarki Wodnej, Lasami Państwowymi i Fundacją Poszanowania Energii.

## Wyróżnienia i nagrody
- Nagroda Prezesa Telewizji Polskiej (za Selekcję - trzyczęściową realizację dla Teatru Telewizji według prozy Waldemara Łysiaka)
- Nagroda na Festiwalu Filmowym i Telewizyjnym w Madrycie – Arch of Europe (za spektakl telewizyjny pt. Teraz na ciebie zagłada, według opowiadania Jerzego Andrzejewskiego z muzyką Czesława Niemena)
- Złoty Medal Commission Française de la Culture w Brukseli (za realizację teatralną Zabawy w śmierć)
- Nagroda na Międzynarodowym Festiwalu Filmów Ekologicznych ENVIROFILM 2002 (za film Raport)
- Nagroda Kordelasa Leśnika Polskiego (za działalność ekologiczną i przyrodniczą dla Lasów Państwowych)

## Filmografia
- 2001 – Raport (scenariusz, reżyseria)
- 1988 – Chichot Pana Boga (scenariusz, reżyseria)
- 1985 – Selekcja II. Skorpion (reżyseria)
- 1984 – Selekcja (reżyseria)
- 1983 – Wesele w Landshut (scenariusz, reżyseria)
- 1983 – Modlitwa za miasto (scenariusz, reżyseria)
- 1983 – Eu-Thanatos (scenariusz, reżyseria)
- 1983 – Sic Transit Gloria Tyrraniae (scenariusz, reżyseria)
- 1983 – Moje rzeźby tańczą za mnie (scenariusz, reżyseria)
- 1980 – Dzień Wisły (reżyseria)
- 1979 – Taki pejzaż (scenariusz, reżyseria)
- 1979 – ...Cóżeś ty za Pani... (scenariusz, reżyseria)
- 1978 – Wołanie Marii (scenariusz, reżyseria)
- 1978 – Słowa (scenariusz, reżyseria)
- 1978 – Wielkie błoto (scenariusz, reżyseria)
- 1977 – Okrągły tydzień (reżyseria) Obsada aktorska (reżyser)
- 1977 – Biały teatr (scenariusz, reżyseria)
- 1976 – Przepłyniesz rzekę (scenariusz, reżyseria)
- 1975 – Szara aureola (scenariusz, reżyseria)

## Książki
- Zapiski Psubrata Wałkonia (Krajowa Agencja Wydawnicza 1993, ISBN 83-03-0361-2-2)
- Dzikie Serca (t. I/II; Muza 1999, ISBN 83-72-0046-2-5, ISBN 83-72-0050-9-5)
- Dom Koni (Bellona 2003, ISBN 83-11-0962-9-5)
- Opowieści znad stołu i z kniei (Bellona 2004, ISBN 83-11-0962-9-5)
- Ziele szalonych (Bellona 2007, ISBN 978-83-92-25141-5)
- Diabeł Pat (Bellona 2007, ISBN 978-83-11-10786-1)